# The Gardeners' Chronicle & Agricultural Gazette
The Gardeners' Chronicle & Agricultural Gazette (abreviado Gard. Chron.) fue una revista ilustrada de botánica que fue editada en Londres en 30 volúmenes entre los años 1841-1873. Fue reemplazada en el año 1874 por The Gardeners' Chronicle, new series.